# 東霍爾曼鎮區 (愛荷華州奧西歐拉縣)
東霍爾曼鎮區（英語：East Holman Township）是位於美國愛荷華州奧西歐拉縣的一個行政鎮區。

## 地方資料
根據2010年美國人口普查的數據，東霍爾曼鎮區的面積為92.87平方千米，當中陸地面積為92.87平方千米，而水域面積為0.00平方千米。當地共有人口1198人，而人口密度為每平方千米12.9人。